# Vijalpor
Vijalpor ist eine Stadt im indischen Bundesstaat Gujarat. Die Stadt liegt in der Agglomeration von Surat.
Die Stadt ist der Teil des Distrikt Navsari. Vijalpor hat den Status einer Municipality. Die Stadt ist in 12 Wards (Wahlkreise) gegliedert.

## Demografie
Die Einwohnerzahl der Stadt liegt laut der Volkszählung von 2011 bei 81.245. Vijalpor hat ein Geschlechterverhältnis von 829 Frauen pro 1000 Männer und damit einen für Indien üblichen Männerüberschuss. Die Alphabetisierungsrate lag bei 88,1 % im Jahr 2011. Knapp 97 % der Bevölkerung sind Hindus, ca. 2 % sind Muslime und ca. 1 % gehören einer anderen oder keiner Religion an. 12,8 % der Bevölkerung sind Kinder unter 6 Jahren.